# Strangbach (Werre)
Der Strangbach ist ein 3,6 km langer, orographisch rechter Nebenfluss der Werre im Kreis Lippe in Ostwestfalen-Lippe, Deutschland und entwässert einen kleinen Teil des Lipper Berglandes.

## Verlauf
Der Strangbach entspringt westlich des Horn-Bad Meinberger Stadtteils Fissenknick in einem kleinen Quellteich.
Von seinem Ursprung aus fließt der Bach zunächst in Richtung Nordwesten durch den Leistruper Wald und wendet sich bald dem Südwesten zu. Bevor der Strangbach Schönemark erreicht, nimmt er bei KM 1,7 seinen ersten größeren Zufluss, den 1,3 km langen Massbrucherbach auf. In Schönemark nimmt das Gewässer seinen zweiten Zufluss, den von rechts kommenden und 1,2 km langen Beerentruperbach auf. Nach einem weiteren Kilometer zurückgelegter Fließstrecke fließt dem Strangbach die von Norden kommende Wedasch zu. Besonders ist, dass Strangbach (3,4 km) und Wedasch (3,2 km) bis zu diesem Punkt eine fast identische Fließstrecke zurückgelegt haben.
Der Strangbach mündet nach weiteren 200 m östlich von Schönemark in die Werre.

## Umwelt
Der Strangbach weist eine gute Wasserqualität auf und wird der Gewässergüteklasse II (mäßig belastet) zugeordnet.
Der Bach liegt teils im Landschaftsschutzgebiet Strangbach/Buchholz.